# Suterilla climoi
Suterilla climoi is een slakkensoort uit de familie van de Assimineidae. De wetenschappelijke naam van de soort is voor het eerst geldig gepubliceerd in 2006 door Fukuda, Ponder & Marshall.